# Neoamerioppia longicoma
Neoamerioppia longicoma är en kvalsterart som först beskrevs av Hammer 1958.  Neoamerioppia longicoma ingår i släktet Neoamerioppia och familjen Oppiidae. Inga underarter finns listade i Catalogue of Life.